# Esprit Fléchier

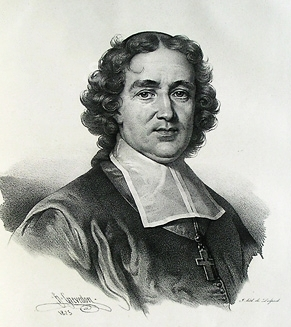
Valentin Esprit Fléchier

Valentin Esprit Fléchier (* 10. Juni 1632 in Pernes-les-Fontaines, Département Vaucluse; † 16. Februar 1710 in Montpellier, Département Hérault) war ein namhafter französischer Bischof, Kanzelredner und Schriftsteller.

## Leben
Fléchier, aus der Grafschaft Venaissin, war eine Zeit Mitglied des Doktrinarier-Priesterordens (1648–1659). Später wirkte er als Dozent für Rhetorik in Narbonne und ging 1659 nach Paris. Dort avancierte er schon bald zu einem der besten Kanzelredner und wurde auch gerne im Hôtel de Rambouillet, dem literarischen Salon der Marquise von Rambouillet gesehen.
1673, im selben Jahr wie Jean Racine, wurde Fléchier als Nachfolger des Schriftstellers Antoine Godeau in die Académie française aufgenommen (Fauteuil 10). König Ludwig XIV. ernannte Fléchier 1685 zum Bischof von Lavaur. Doch schon zwei Jahre später übernahm dieser den Bischofsstuhl von Nîmes. Dort gründete Fléchier eine kleine wissenschaftliche Akademie und leitete diese einige Jahre lang.
Im Alter von über 77 Jahren starb Esprit Fléchier am 16. Februar 1710 in Montpellier.

## Werke (Auswahl)
- Geschichte des Kaysers Theodos des Großen („Histoire de Théodose le Grand, pour Monseigneur le Dauphin“). Verlag Horn, Leipzig 1765.
- Leben des berühmten Cardinals Franz Ximenez von Cisneros („Histoire du cardinal Ximenès“). Verlag Ettlinger, Würzburg 1828 (2 Bde.).
- Predigten und Lob-Predigten von unterschiedlichen Heiligen und den mehresten HH. Ordens-Stiftern („Panégyriques et autres sermons“). Wohler Verlag, Konstanz 1712/13 (2 Bde.).
- Oraison funèbres. Paris 1878.
- Lettres choisies de Mr. Flechier avec une relation des fanatiques du Vivarez et des reflexions sur les differens characteres des hommes [par l’Abbé Goussault]. Paris: Estienne, 1715 (2 Bände)
  - Esprit Fleschiers Bischofs zu Nimes, Auserlesene Briefe über die Sittenlehre, Religion und andere merkwürdige Gegenstände : nebst dessen besondern Gedanken über die Verschiedenheit der Menschen, und ihrer Leidenschaften; Aus dem Französischen übersetzet; Drey Theile. Augsburg: Wolff, 1764